# Fecsegő tipegők – A vadon szaga
A Fecsegő tipegők – A vadon szaga (eredeti cím: Rugrats Go Wild) 2003-ban bemutatott egész estés amerikai 2D-s számítógépes animációs film, amely a Fecsegő tipegők című televíziós rajzfilmsorozat harmadik filmje. A forgatókönyvet Kate Boutiler írta, az animációs filmet Norton Virgien és John Eng rendezte, a zenéjét Mark Mothersbaugh szerezte, a producerei Csupó Gábor és Arlene Klasky voltak. A Nickelodeon Movies és a Klasky-Csupo készítette, a Paramount Pictures forgalmazta.
Amerikában 2003. június 13-án mutatták be a mozikban, Magyarországon 2004. február 24-én adták ki DVD-n és VHS-en.

## Szereplők
| Szereplő             | Eredeti hang     | Magyar hang        |
| -------------------- | ---------------- | ------------------ |
| Tommy Pickles        | Elizabeth Daily  | Csere Ágnes        |
| Chuckie Finster      | Nancy Cartwright | Szokol Péter       |
| Phillip DeVille      | Kath Soucie      | Seszták Szabolcs   |
| Lillian DeVille      | Kath Soucie      | Dögei Éva          |
| Betty DeVille        | Kath Soucie      | Zsolnai Júlia      |
| Kimi Finster         | Dionne Quan      | Pap Kati           |
| Angelica Pickles     | Cheryl Chase     | Kiss Erika         |
| Nigel Thornberry     | Tim Curry        | Várkonyi András    |
| Lou Pickles nagypapa | Joe Alaskey      | Dobránszky Zoltán  |
| Charlotte Pickles    | Tress MacNeille  | Molnár Zsuzsa      |
| Drew Pickles         | Michael Bell     | Kassai Károly      |
| Chaz Finster         | Michael Bell     | Fazekas István     |
| Kira Finster         | Julia Kato       | Farkasinszky Edit  |
| Stu Pickles          | Jack Riley       | Varga T. József    |
| Didi Pickles         | Melanie Chartoff | Zsurzs Kati        |
| Howard DeVille       | Phil Proctor     | Kapácsy Miklós     |
| Dil Pickles          | Tara Strong      | (saját hangján)    |
| Susie Carmichael     | Cree Summer      | Zsigmond Tamara    |
| Eliza Thornberry     | Lacey Chabert    | Bogdányi Titanilla |
| Marianne Thornberry  | Jodi Carlisle    | Antal Olga         |
| Debbie Thornberry    | Danielle Harris  | Vadász Bea         |
| Donnie Thornberry    | Flea             | Seder Gábor        |
| Darwin               | Tom Kane         | Versényi László    |
| Spike                | Bruce Willis     | Bácskai János      |
| Siri                 | Chrissie Hynde   | Ullmann Zsuzsa     |
| Dr. Lipschitz        | Tony Jay         | Kajtár Róbert      |
| Toa                  | Ethan Phillips   | Albert Gábor       |